# 秋田救難隊
秋田救難隊（あきたきゅうなんたい、英称:Akita Air Rescue Squadron）は、航空自衛隊航空総隊航空救難団隷下の航空救難部隊。秋田県秋田分屯基地に所在し、捜索救難機にU-125A、救難ヘリコプターにUH-60Jを運用する。

## 概要
東北中部日本海正面の救難体制強化のため、1987年（昭和62年）1月29日に秋田分屯基地で臨時秋田派遣隊が編成され、同年3月31日に秋田救難隊へ改編された。
部隊マークは、なまはげをモチーフとしたものになっている。

## 沿革
- 1987年（昭和62年）1月29日 - 秋田分屯基地において臨時秋田派遣隊編成[3][1]。
  - 3月11日 - MU-2S及びKV-107II-5配備[1]。
  - 3月31日 - 臨時秋田派遣隊が秋田救難隊に改編[3]。
- 1989年（平成元年）3月16日 - 航空救難団が航空支援集団隷下に隷属替え[3]。
- 2001年（平成13年）3月27日 - U-125A配備開始[1]。
- 2002年（平成14年）2月21日 - MU-2Sラストフライト[1]。
- 2004年（平成16年）3月22日 - UH-60J配備開始[1]。
- 2005年（平成17年）11月1日 - UH-60J増強、3機態勢に[1]。
- 2007年（平成19年）9月10日 - KV-107II-5ラストフライト[1]。
- 2013年（平成25年）3月26日 - 航空救難団が航空総隊隷下に隷属替え[3]。

## 部隊編成
- 秋田救難隊
  - 安全班
  - 総括班
  - 飛行班
  - 整備小隊
  - 基地業務小隊

## 歴代運用機
- 捜索救難機
  - MU-2S（1987年～2002年）
  - U-125A（2001年～）
- 救難ヘリコプター
  - KV-107II-5（1987年～2007年）
  - UH-60J（2004年～）